# Werner Weist (Fußballspieler, 1949)
Werner „Acker“ Weist (* 11. März 1949 in Dortmund; † 13. Mai 2019 ebenda) war ein deutscher Fußballspieler. Er brachte es von 1968 bis 1977 bei den Vereinen Borussia Dortmund und Werder Bremen auf 217 Spiele und 87 Tore in der Bundesliga.

## Karriere

### Vereine
Weist wechselte im Sommer 1968 innerhalb seiner Heimatstadt vom Kreisligisten SV 08 Dortmund zum Ballspielverein Borussia 09 in die Bundesliga und übersprang somit acht Ligen. Im Frühjahr 1968 hatte er ein Probetraining beim 1. FC Nürnberg absolviert und auch ein Vertragsangebot des Clubs erhalten, durch gezielte Zeitungsberichte wurde aber der BVB auf ihn aufmerksam gemacht. Am 7. September kam Weist zu seinem ersten Einsatz beim Heimspiel gegen den Hamburger SV. Er steuerte bereits nach 120 Sekunden das 1:0 zum späteren 3:1-Sieg bei. In der ersten Saison bei Borussia Dortmund hatte er mit Lothar Emmerich, Sigfried Held, Willi Neuberger, Dieter Kurrat, Reinhold Wosab und Rudi Assauer anerkannte Bundesligaspieler neben sich, trotzdem reichte es nur knapp zum Klassenerhalt. In der ersten Saison stand er in 17 Spielen für Dortmund auf dem Spielfeld und steuerte sieben Treffer zum Klassenerhalt bei.
Der zwanzigjährige Mittelstürmer schoss trotz der schwierigen Bedingungen im Debütjahr in seiner zweiten Saison 1969/70 20 Tore und die Borussia landete auf dem 5. Rang in der Abschlusstabelle. Von der Presse wurde er mit Gerd Müller verglichen. Seine Wichtigkeit in dieser Saison kann man auch an der Trefferquote des zweitbesten Dortmunder Schützen ablesen: Reinhold Wosab kam auf neun Tore. Aus finanziellen Zwängen mussten die Dortmunder nach der Saison 1970/71 den jungen Torjäger zum SV Werder Bremen ziehen lassen. Bei Werder sollte mit hochkarätigen Neuzugängen ein sportlicher und finanzieller Aufschwung bewirkt werden. Neben Weist kamen auch noch die Nationalspieler Peter Dietrich, Herbert Laumen und sein Dortmunder Mitspieler Willi Neuberger an die Weser. Mit dem 11. Rang mit 31:37 Punkten am Rundenende glückte der Sprung unter die Besten aber nicht. Weist hatte in 28 Spielen 13 Tore erzielt und war damit treffsicherster Bremer Schütze. Weist kam mit Werder nie über Platz 11 hinaus. Eine wirklich erfolgreiche Runde mit Werder Bremen erlebte er nicht. Von 1971 bis 1977 brachte er es im Norden auf 145 Spiele und erzielte dabei 53 Tore. Nach der Runde 1976/77 brach er die Zelte in Bremen ab und wechselte noch für eine Runde in die 2. Bundesliga zu den Stuttgarter Kickers. Nach diesem Jahr (10 Spiele, 1 Tor) beendete er mit 29 Jahren seine Laufbahn.

### Nationalmannschaft
Weist bestritt drei Länderspiele für die U23-Nationalmannschaft, wobei er in jedem ein Tor erzielte. Er debütierte am 14. Oktober 1970 in Leicester bei der 1:3-Niederlage gegen die Auswahl Englands. Danach spielte er am 16. Februar 1971 in Elbasan beim 2:0-Sieg über die Auswahl Albaniens. Seinen letzten Einsatz für die Mannschaft hatte er am 16. November 1971 in Bremen, wo die Auswahl Polens durch sein Tor mit 0:1 verlor.

## Weiterer Werdegang
Bis Mitte der 1990er-Jahre spielte Werner Weist in der Traditionself von Borussia Dortmund. Seit 1996 leitete er als bekennender BVB-Fan den Fanartikel-Außenverkauf beim FC Schalke 04. Diesen Posten vermittelte ihm sein ehemaliger Mitspieler Rudi Assauer. Er wohnte mit seiner Ehefrau in Dortmund-Nette.
Weist starb am 13. Mai 2019 in Dortmund.